# 巴雷什河
54°35′39″N 46°48′12″E / 54.59417°N 46.80333°E
巴雷什河（俄语：Барыш），是俄羅斯的河流，位於該國西部烏里揚諾夫斯克州，屬於蘇拉河的支流，流經伏爾加高地北部，河道全長247公里，流域面積5,800平方公里。